# Roaix
Roaix ist eine französische Gemeinde mit 622 Einwohnern (Stand 1. Januar 2022) im Département Vaucluse in der Region Provence-Alpes-Côte d’Azur. Sie gehört zum Kanton Vaison-la-Romaine im Arrondissement Carpentras.

## Geografie
Roaix liegt ungefähr fünf Kilometer westlich von Vaison-la-Romaine entfernt, am Nordufer der Ouvèze und nordwestlich der Dentelles de Montmirail. Weitere umliegende Gemeinden neben Vaison sind Séguret, Rasteau und Buisson. Nächstgrößere Städte sind Valréas im Norden (16 Kilometer), Orange im Südwesten (20 Kilometer) und Bollène im Westen (21 Kilometer).

## Verkehr
Die Gemeinde wird im Nordosten von der Departement-Straße D20 gestreift, die von Vaison-la-Romaine kommend in Richtung Buisson führt. Von dieser gehen südwestlich die D975 durch den Ortskern führend nach Orange und die D88 in Richtung Süden nach Séguret ab.
Einige Kilometer nordwestlich von Roaix befindet sich der kleine Flugplatz Valréas–Visan.
Früher existierte hier ein Bahnhof an der stillgelegten Schmalspurbahn Orange-Buis-les-Baronnies.

## Geschichte
Das Gebiet von Roaix wurde seit dem Neolithikum besiedelt. Die zu dieser Zeit hier lebenden Neolithiker bestattete Tote an einer Stelle, an der Jahrtausende später die Templer eine Komturei errichteten. Nach der Besiedlung durch die Vocontier waren für vier Jahrhunderte lang hier Römer anwesend. Bevor die Templer sich niederließen, war Roaix ein einfacher Landbesitz des Bischofs von Vaison. Die Komturei wurde 1138, kurz nach der Gründung von Richerenches, geschaffen. Der Bischof von Vaison billigte den Bau einer Kirche und eines Friedhofes. Die Komturei Roaix, an der auch Villedieu angegliedert wurde, galt als eine der wichtigsten Komtureien der Region. Nach der Auflösung des Templerordens ging Roaix in den Besitz des Kirchenstaates über und wurde bis zur Angliederung des Comtat Venaissin an Frankreich 1791 von mehreren kleinen Grundherren (darunter die Familie De Vaes) verwaltet.

### Einwohnerentwicklung
| Jahr      | 1962 | 1968 | 1975 | 1982 | 1990 | 1999 | 2006 | 2008 |
| --------- | ---- | ---- | ---- | ---- | ---- | ---- | ---- | ---- |
| Einwohner | 333  | 362  | 415  | 423  | 499  | 587  | 606  | 611  |

## Sehenswürdigkeiten

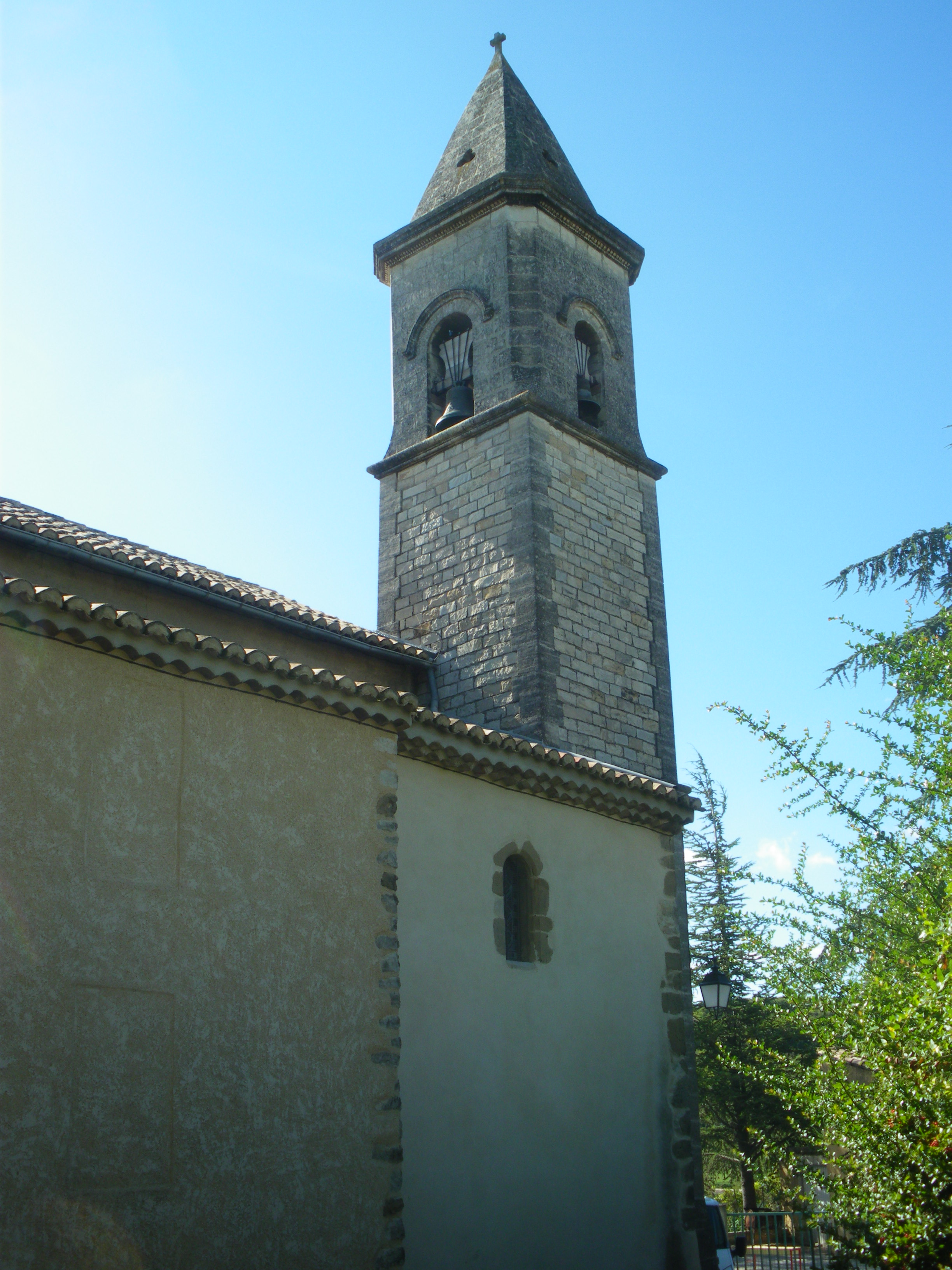
Kirche Saint-Roch

Das Hypogäum von Roaix (auch Grotte von Roaix) ist eine in den Fels geschlagene Höhle.
Die neue Pfarrkirche befindet sich im Dorf, in der Nähe des Schlosses und ersetzte 1735 einen älteren Bau. Das Besondere an der Kirche ist, dass sie direkt auf dem Boden ohne Fundament gebaut wurde und dass ihre Apsis im Gegensatz zu anderen Kirchen nicht nach Osten, sondern nach Westen ausgerichtet ist.
Das Schloss wurde wahrscheinlich im zwölften Jahrhundert gebaut. Seit dem Mittelalter und der Revolution haben mehrere Grundherren wie etwa die Familie De Vaes hier gewohnt. Das 1936 renovierte Gebäude ist heute Privateigentum und wird von einem prunkvollen Zierpark umgeben.
Die Überreste der Templerbauten befinden sich auf der Straße nach Villedieu, weit vom Dorf entfernt im Viertel Crottes. Der gesamte Komplex ist auf einer ehemaligen Kultstätte errichtet worden. Erhalten ist nur noch die Templerkapelle mit dem Namen Notre-Dame-des-Crottes, nach dem griechischen Wort κρύπτη, das „Grotte“ bedeutet. Die Kapelle besitzt ein einfaches einjochiges Kirchenschiff und eine Apsis, deren Gesims mit geschnitzten Kragsteinen verziert ist. Die schöne Kapelle wurde zugunsten der heutigen Pfarrkirche im Dorf Roaix aufgegeben.
Nicht weit entfernt liegt das alte Templerhaus mit mehreren unterirdischen rundbogig gewölbten Höhlen. Im Hof des Hauses befindet sich ein Brunnen, vor dem ein Altartisch aus Marmor steht, mit Blättern und einer Taube. Der Altar geht bis ins sechsten Jahrhundert zurück.
Auf dem Hügel von Hautes-Granges entstand nach der Pestepidemie von 1629 eine Kapelle für Saint-Roch. Von dem 1932 erbauten und fast vollständig zerstörten Wasserturm sind noch einige Überreste vorhanden.

## Tourismus
Durch das Dorf Roaix verläuft der 166 km lange Fernwanderweg GR 4, der auch durch die Nachbargemeinden Séguret und Rasteau führt.